# جون فيل
جون فيل (بالإنجليزية: John Fell)‏ هو طبال أمريكي، ولد في 28 مايو 1961 في نيويورك في الولايات المتحدة.